# Dynastie Pala
Pour les articles homonymes, voir Pala.
750–1174
Entités suivantes :
- Sena

Les Pala sont une dynastie indienne bouddhiste  qui a régné sur le Bengale et le Bihar du VIIIe au XIIe siècle. 
Fondée vers 750 par le roi Gopala, elle connait son apogée dans le premier quart du IXe siècle. Dharmapala réussit à contrôler un temps Kanauj. Son successeur le roi Devapala, conquiert l'Assam et l'Orissa (fin en 854). Bouddhiste, il s’attaque violemment aux autres religions ce qui lui vaut l’hostilité du peuple. À partir du règne de Narayanapala, l'empire Pala se désintègre peu à peu sous les coups des Pratihara de Kanauj. Après plus d'un siècle d'éclipse, le royaume profite du déclin des Pratihara pour retrouver son dynamisme sous le règne de Mahipala et s'étendre vers l'ouest, jusqu'à Bénarès. Il subit cependant les assauts des Chola vers les années 1020 et des invasions musulmanes de Muhammad Khilji vers la fin du XIIe siècle. Les Pala disparaissent et sont remplacés dans la région au XIIe siècle par leurs anciens alliés, les Sena.

## Principaux rois
- Gopala I (750-770)
- Dharmapala (770-810)
- Devapala (810-850)

Les empires indiens médiévaux dans leur extension maximale : Pala, Pratihâra, Rashtrakuta

- Shurapala I/Mahendrapala (850 - 854)
- Vigrahapala I (854 - 855)
- Narayanapala (855 - 908)
- Rajyapala (908 - 940)
- Gopala II (940-960)
- Vigrahapala II (960 - 988)
- Mahipala I (988 - 1038)
- Nayapala (1038 - 1055)
- Vigrahapala III (1055 - 1070)
- Mahipala II (1070 - 1075)
- Shurapala II (1075 - 1077)
- Ramapala (1077 - 1130)
- Kumarapala (1130 - 1140)
- Gopala III (1140 - 1144)
- Madanapala (1144 - 1162)
- Govindapala (1162 - 1174)

## Art
L'école Pala est connue pour ses miniatures.

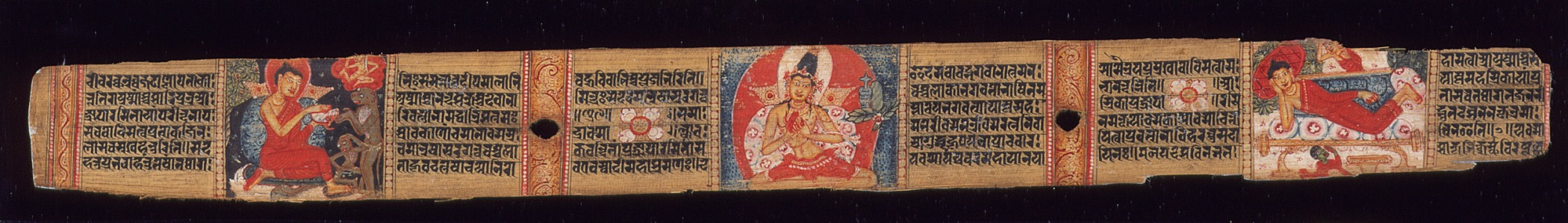
Maitreya et scènes de a Vie de Bouddha. Folios probablement d'époque Pala, période de Ramapala.